# رز قصر گلامیس
رز قصر گلامیس (به انگلیسی: Rose 'Glamis Castle') یکی از رقم‌های رز از نوع رزهای انگلیسی است. درختچه آن طول متوسطی دارد و طول آن بین ۰٫۸ تا یک متر است. از نظر ظاهری خصوصیات رزهای باغی قدیمی را دارد و گل‌های آن عمیقاً فنجانی شکل هستند. این گل نمونه رزهایی است که عطر آن به نام عطر مر شناخته می‌شود. رنگ گل آن سفید است.